# Ingvar Eggert Sigurðsson

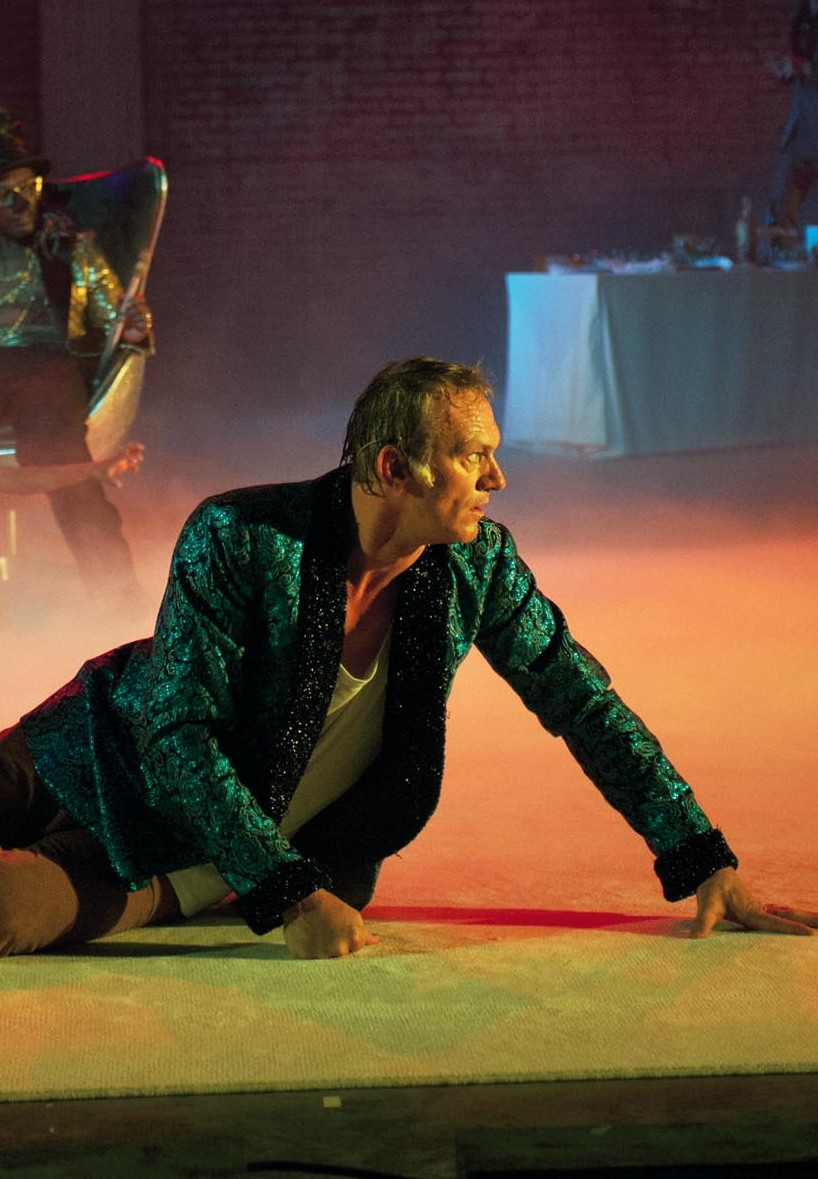
Ingvar Eggert Sigurðsson in der Titelrolle von Henrik Ibsens Peer Gynt bei den Salzburger Festspielen 2012

Ingvar Eggert Sigurðsson (* 22. November 1963 in Reykjavík) ist ein isländischer Schauspieler.

## Leben
Ingvar ist seit den frühen 1990er Jahren als Schauspieler aktiv. In Deutschland war er u. a. als Steingrímur in Reykjavík – Rotterdam und als Kommissar Erlendur Sveinsson in der Verfilmung des Romans Nordermoor von Arnaldur Indriðason in Der Tote aus Nordermoor zu sehen. Er spielte unter anderem die Hauptrolle des Páll in Engel des Universums und den Grjóni in Devil’s Island. Beides sind Filme von Friðrik Þór Friðriksson. Dieser fungierte auch als Produzent beim Film Von Menschen und Pferden, in dem Ingvar die Hauptrolle spielt und eine Edda als bester Darsteller erhielt.

## Filmografie (Auswahl)
- 1992: Ingaló
- 1996: Devil’s Island (Djöflaeyjan)
- 2000: Engel des Universums (Englar alheimsins)
- 2002: K-19 - Showdown in der Tiefe
- 2005: Beowulf & Grendel
- 2006: Der Tote aus Nordermoor (Mýrin)
- 2008: Sveitabrúðkaup
- 2008: Reykjavík – Rotterdam (Reykjavík Rotterdam)
- 2013: Von Menschen und Pferden (Hross í oss)
- 2015: Everest
- 2015–2018: Trapped – Gefangen in Island (Ófærð, Fernsehserie)
- 2016: Der Eid (Eiðurinn)
- 2016: Der Effekt des Wassers (L’effet aquatique)
- 2017: Svanurinn (Der Schwan)
- 2018: Phantastische Tierwesen: Grindelwalds Verbrechen (Fantastic Beasts: The Crimes of Grindelwald)
- 2019: Weißer weißer Tag (Hvítur, Hvítur Dagur)
- 2021: Katla (Fernsehserie, 8 Episoden)
- 2021: Lamb
- 2022: The Northman
- 2022: Godland
- 2023: Afturelding (Fernsehserie, 8 Episoden)
- 2023: Rebel Moon – Teil 1: Kind des Feuers (Rebel Moon – Part One: A Child of Fire)
- 2024: Sebastian
- 2024: The Summer Book
- 2025: The Love That Remains (Ástin sem eftir er)